# Evangelina Mascardi
Maria Evangelina Mascardi (Buenos Aires, 1977) es una laudista, guitarrista y teorbista argentina , conocida por sus conciertos. Actualmente es profesora universitaria residente en Orte, Italia, y enseña laúd en el Conservatorio Antonio Vivaldi de Alessandria, Italia. Su video tocando en laúd la obra Partita en Do mayor BWV 997 de J.S. Bach se hizo viral con más de 3 millones de vistas en pocas semanas de su lanzamiento en marzo de 2021.

## Vida
Nacida en Buenos Aires, Argentina en 1977, se graduó en guitarra clásica y comenzó su carrera concertística como una joven solista. De adolescente se dedicó a la guitarra, actuando en varios conciertos. Estudió música en la Academia Nacional de Música Juan Pedro Esnaola con Silvia Fernández y Gabriel Schebor, donde se graduó como maestra de música homologada por el estado. Se mudó a Europa en 1997 y decidió estudiar laúd en la Swiss Music Academy (SCB) en Basilea, Suiza. Se graduó como solista en la clase del laudista Hopkinson Smith en 2001, obteniendo su “Solisten Diplom” en 2001. Luego adquirió otro título académico mientras trabajaba como solista con Tiziano Bagnati en el Conservatorio Benedetto Marcello .
Ha acompañado a solistas como Jordi Savall, Andrea Marcon, Giovanni Antonini y Sir Simon Rattle como Continuo, participando en 30 producciones de CD. Ahora se ha dedicado exclusivamente a las interpretaciones de laúd en solitario, a veces tocando en conjuntos, como el Ensemble Zefiro bajo la dirección de Alfredo Bernardini o el Monteverdi Choir bajo la dirección de Sir John Eliot Gardiner .
Cuando selecciona obras para grabar y tocar, prefiere las obras completas de Johann Sebastian Bach y Sylvius Leopold Weiss, a quienes describió como "el último de los grandes laudistas".
Mascardi comenzó a enseñar Hauptfach Laute en 2010 en el Conservatorio Antonio Vivaldi en Alessandria, Italia. También es directora artística del Curso de Música Antigua Ottaviano Alberti de Orte .

## Discografía (laúd solista)
Mascardi ha grabado cinco discos en solitario, entre ellos dos de obras de Bach y Weiss (ORF-Alte Musik, Austria 2003 y 2009), uno de tiorba solo del modenés Bellerofonte Castaldi (Arcana 2011) y uno de obras del belga laudista y compositor Laurent de Saint-Luc (Musique en Wallonie 2018). En 2022 lanzó un nuevo álbum, JS Bach: Complete Lute Works (lanzado el 18 de marzo de 2022, Sello: Arcana, disponible como CD, pero también en forma de alta resolución 24bit/96 archivos kHz). También ha grabado composiciones para vihuela. 
- Johann Sebastian Bach: Complete Lute Works
- Bach, Weiss
- Laurent de Saint-Luc: Pièces pour Luth
- Milano Spagnola: Para tecla y viheula
- Castaldi: Ferita d'Amore